# كونستانس كامينغز
كونستانس كامينغز (بالإنجليزية: Constance Cummings)‏ (15 مايو 1910 - 23 نوفمبر 2005 ) ممثلة مسرحية وسينمائية أمريكية .

## روابط خارجية
- كونستانس كامينغز على موقع IMDb (الإنجليزية)
- كونستانس كامينغز على موقع ألو سيني (الفرنسية)
- كونستانس كامينغز على موقع أول موفي (الإنجليزية)
- كونستانس كامينغز على موقع قاعدة بيانات برودواي على الإنترنت (الإنجليزية)
- كونستانس كامينغز على موقع قاعدة بيانات برودواي على الإنترنت (الإنجليزية)
- كونستانس كامينغز على موقع قاعدة بيانات الأفلام السويدية (السويدية)
- كونستانس كامينغز على موقع إن إن دي بي (الإنجليزية)
- كونستانس كامينغز على موقع قاعدة بيانات الفيلم (الإنجليزية)
- كونستانس كامينغز على موقع كينوبويسك (الروسية)
- كونستانس كامينغز على موقع فايند أغريف